# Mnemosyne lefiniensis
Mnemosyne lefiniensis är en insektsart som beskrevs av Van Stalle 1985. Mnemosyne lefiniensis ingår i släktet Mnemosyne och familjen kilstritar. Inga underarter finns listade i Catalogue of Life.